# Stankovo (Chorwacja)
Stankovo – wieś w Chorwacji, w żupanii zagrzebskiej, w mieście Jastrebarsko. W 2011 roku liczyła 370 mieszkańców.